# Петрикгейт
«Петрикгейт» — лоббистский и научный скандал, возникший в 2009 году вокруг разработок Виктора Петрика. При поддержке председателя Госдумы и одновременно главы Высшего совета партии «Единая Россия» Бориса Грызлова Виктор Петрик лоббировал установку своих фильтров для очистки воды в государственных и муниципальных учреждениях по всей России. На эту установку, проходившую с 2006 года в рамках партийной, но финансируемой за счёт бюджетных средств, программы «Единой России» «Чистая вода», было запланировано потратить до 2020 года около 15 триллионов рублей. Однако вокруг научности разработок Петрика разгорелся скандал, в который были вовлечены Российская академия наук и ряд средств массовой информации. Название скандала предложено в декабре 2009 года учёным и журналистом Кириллом Еськовым по аналогии с «Уотергейтом» (суффикс -гейт в США используется для названий скандалов, например, «Рашагейт»). Скандал завершился тем, что разработки Петрика были признаны ненаучными, а российские власти в 2010 году отказались от установки его фильтров в бюджетных учреждениях. Партийная программа «Чистая вода» с 2010 года стала осуществляться параллельно с одноименной федеральной программой, на которую были выделены гораздо меньшие средства и которая в основном не была выполнена. В феврале 2017 года партийный проект «Единой России» «Чистая вода» был формально закрыт. Впрочем, Петрику удалось оснастить своими фильтрами 674 объекта (в том числе детские учреждения).

## Краткое изложение событий
В 2006 году председатель Высшего совета «Единой России» Борис Грызлов провозглашает старт партийной программы «Чистая вода», заявленной целью которой является обеспечение всего населения России качественной питьевой водой. Стоимость программы, финансировать которую планировалось из федерального бюджета, однажды оценивалась Грызловым в 15 трлн рублей. По словам Грызлова, по инициативе партии были разработаны уникальные фильтры для очистки воды на основе наноуглеродного сорбента.
В 2007 году победителем партийного конкурса на лучший фильтр для питьевой воды становится малоизвестная компания ООО «Холдинг „Золотая Формула“», принадлежащая Виктору Петрику, который одновременно является разработчиком этого фильтра. Виктор Петрик также называет себя автором большого количества разработок, которые анонсируются им как научные открытия и носят сенсационный характер. Компания Петрика запускает в розничную продажу фильтры для питьевой воды под названием «Шойгу» с логотипом партии «Единая Россия».
В середине 2009 года опубликованные в интернете выступления ряда членов Российской академии наук с высокими оценками разработок Петрика спровоцировали первоначальный, научный скандал. Главный редактор журнала «Водоснабжение и канализация» Сергей Владимирович Финаев на основе результатов профессиональных исследований приходит к выводу, что фильтр-победитель партийного конкурса не обладает ожидаемыми характеристиками, серьёзно отличается от обычных сорбционных фильтров лишь завышенной в несколько раз ценой и может быть опасен для здоровья. Председатель Комиссии по борьбе с лженаукой академик РАН Эдуард Кругляков проводит анализ других разработок Петрика и приходит к выводу, что открытиями они не являются, а некоторые его заявления противоречат твёрдо установленным научным данным — то есть являются лженаучными. Выяснилось также, что Виктор Петрик и Борис Грызлов являются соавторами патента на фильтр по очистке радиационно загрязнённой воды. Согласно заявлениям Петрика и Грызлова, фильтр очищает такую воду до уровня питьевой; однако на испытаниях ничего похожего не наблюдается. Выясняется, что члены РАН, хвалившие разработки Петрика, встретились с ним по просьбе президента РАН Юрия Осипова, которого в свою очередь об этом просил Борис Грызлов.
В конце 2009 года Клуб научных журналистов обращается в Российскую академию наук с открытым письмом. Отделение физических наук РАН выносит вопрос о «деле Петрика» на Общее собрание РАН. Формируется комиссия академии наук по изучению разработок Петрика.
В 2010 году Петрик обвиняет академика Круглякова в некомпетентности и прочит скорое закрытие Комиссии по борьбе с лженаукой. Борис Грызлов в одном из интервью заявляет, что Комиссия по борьбе с лженаукой занимается мракобесием, и рассуждает о «силах, которые не хотят, чтобы РФ превращалась в державу, которая имеет высокие технологии», после чего скандал стал восприниматься в прессе как общественно-политический.
После публикаций СМИ и негативного заключения комиссии РАН (2010) о деятельности изобретателя, Петрик в период с 2010 по 2012 год участвовал в ряде судебных процессов в качестве как истца, так и ответчика.
После разгоревшегося скандала Борис Грызлов публично дистанцировался от Виктора Петрика, Владимир Путин заявил, что фильтров Петрика не будет в программе «Чистая вода», а сама программа не получила статус государственной целевой программы (ГЦП) и стала частью ГЦП «Обеспечение качественным жильём и услугами ЖКХ населения России», получив гораздо более скромное финансирование.

## Предыстория
С 2006 года на базе МУП «Новгородский водоканал» проводились исследования фильтров доочистки питьевой воды на основе углеродной смеси высокой реакционной способности, производившиеся Виктором Петриком. Генеральный директор МУП «Новгородский водоканал» Михаил Некипелов с 20 марта 2008 года является также координатором по реализации партийного проекта «Чистая вода» в Новгородской области.
2 декабря 2006 года в Екатеринбурге на VII Съезде партии «Единая Россия» Борис Грызлов в докладе «Россия — выбор будущего: политические задачи Партии и вопросы стратегии развития России» заявил:

У нас есть примеры и других пока мало востребованных новых технологий. Это уникальные фильтры по очистке воды на основе наноуглеродного сорбента, разработанные по инициативе партии. Они превышают по своим показателям мировые аналоги в десятки раз. Уже сейчас они используются в медицинских учреждениях, школах и детских садах. Есть успешный опыт их комплексного применения в Новгородской и Вологодской областях. Вода Амура, загрязненная после известных событий в Китае, пропущенная через такой фильтр, становилась безопасной для здоровья. Партийное кураторство по внедрению этой технологии будет осуществляться в рамках проекта «Чистая вода».
С декабря 2006 года по инициативе председателя партии «Единая Россия» Бориса Грызлова на территории Новгородской области был запущен пилотный проект по установке в социальных учреждениях фильтров на основе УСВР (углеродной смеси высокой реакционной способности) производства ООО «Золотая формула», возглавлявшегося Виктором Петриком. Финансирование программы осуществлялось из областного бюджета и составило за 2007 год 1,5 млн рублей. В 2007 году системами доочистки питьевой воды было оснащено 51 учреждение школьного и дошкольного образования, 4 медицинских учреждения. Всего было установлено 60 фильтров, что обеспечило 17 тысяч детей «чистой питьевой водой».
В июне 2007 года Рабочей группой партийного проекта «Чистая вода» была образована Комиссия по проведению Всероссийского конкурса на лучшие системы очистки воды. По результатам предварительного анализа для исследований было отобрано восемь различных систем очистки воды. В результате реальных испытаний были определены победители конкурса. Первое место заняла система производства ООО «Холдинг „Золотая формула“» на основе УСВР, второе место — производимые ООО «Защитные технологии» установки, предназначенные для очистки воды от дейтерия. Основой технического решения очистки воды от дейтерия являлось открытие академика РАЕН В. И. Петрика «Явление ядерно-спиновой селективности в обратимых химических реакциях с графенами».
10 сентября 2007 года Борис Грызлов совместно с Виктором Петриком подал заявку на изобретение (патент RU 2345430 C1) «способа очистки жидких радиоактивных отходов» с помощью нанотехнологий. По утверждению академика РАН Эдуарда Круглякова, председателя Комиссии по борьбе с лженаукой, «в истории Государственной Думы с царских времен это первый случай, когда председатель парламента, обременённый множеством важнейших государственных обязанностей, нашёл-таки время на оформление сложного технологического патента».
9 ноября 2007 года в Радиевом институте имени В. Г. Хлопина (Санкт-Петербург) состоялась совместная пресс-конференция Бориса Грызлова, главы «Росатома» Сергея Кириенко и Виктора Петрика. Видеозаписи выступлений были размещены на одном из сайтов Виктора Петрика.
25 декабря 2007 года Борис Грызлов провёл расширенное заседание рабочей группы партийного проекта «Чистая вода». На заседании состоялась церемония награждения победителей Всероссийского партийного конкурса на лучшие системы очистки воды, в том числе Виктора Петрика.

## Взлёт Петрика
20 января 2009 года на Международной конференции «Чистая вода» Грызлов сообщил, что система очистки воды, которую изобрел Петрик, победитель конкурса партии «Единая Россия» на лучшие системы очистки воды 2008 года, «позволяет получать воду высочайшего качества, которое недостижимо в других системах». Там же Петрик поблагодарил Грызлова и Кириенко за личное участие в его разработке способа очистки жидких радиоактивных отходов. Благодаря этому участию Петрику удалось опробовать разработки на челябинском могильнике. Петрик также сообщил, что благодаря «Единой России» в Сосновом Бору строится первый в мире завод по переработке жидких радиоактивных отходов.
3 апреля 2009 года на секции «Инновации: производство полезных вещей» Форума «Стратегия 2020. Новая тактика» Петрик напомнил сделанное полтора года назад Борисом Грызловым заявление, что скоро появятся окна, стёкла в которых будут преобразовывать энергию. По словам Петрика, «сейчас такие стёкла разработаны, и в ближайшее время есть возможность выйти на их промышленное производство».
5 апреля 2009 года, после обращения Председателя Госдумы Бориса Грызлова с просьбой, чтобы специалисты РАН посмотрели работы Виктора Петрика, был организован визит Петрика в Институт общей и неорганической химии имени Н. С. Курнакова РАН. Академики Владимир Новоторцев и Михаил Алфимов после совещания выступили перед телекамерами НТВ с одобрительными заявлениями о Петрике.
8 апреля 2009 года председатель комитета по природопользованию и экологии Архангельского областного Собрания депутатов, региональный координатор проекта «Чистая вода» Андрей Фатеев оценил общую стоимость региональной программы «Чистая вода» по установке систем водоочистки компании «Золотая формула», руководимой Петриком, в 96 миллионов рублей. Для того, чтобы реализовать программу, Фатеев был намерен ходатайствовать перед федеральным куратором программы Председателем Высшего совета партии «Единая Россия», Председателем Госдумы Борисом Грызловым о поддержке и выделении средств из федерального бюджета.
22 апреля 2009 года в ИОНХ РАН прошло первое заседание попечительского совета выставки «Инновации и технологии» под председательством Бориса Грызлова, где после заслушивания доклада Виктора Петрика «Об инновационных открытиях в области фуллеренов, современных технологий получения наноматериалов и альтернативной энергетики» было констатировано в протоколе заседания за подписью Грызлова, что «открытые В. И. Петриком эффекты представляют существенный научный интерес» и было принято решение «организовать рабочие группы при соответствующих институтах для научного сопровождения упомянутых выше изобретений и технологий».
Посещение лаборатории Петрика делегацией РАН 18 июня 2009 года во время XXIV Чугаевской конференции в Санкт-Петербурге снимала телекомпания НТВ, и опубликованные затем на сайте Петрика видематериалы c похвалами академиков в адрес Петрика вызвали бурное обсуждение в Интернете. В материалах деятельность Петрика была удостоена высокой оценки рядом членов РАН (вице-президент РАН академик С. М. Алдошин, академики РАН И. Л. Еременко, В. М. Новоторцев, О. Г. Синяшин и член-корреспондент В. И. Овчаренко). По сведениям издания Грани.ру, «столь легкомысленную „экспертизу“ сомнительного и не очень грамотного изобретателя академики провели по личной просьбе президента РАН Юрия Осипова, которого в свою очередь настоятельно просило „второе лицо в государстве“ — спикер Госдумы Борис Грызлов».
31 декабря 2009 года в интервью Петрик заявил: «Грызлов — блистательный учёный! Вы знаете, сколько ночей он провёл со мной в этих лабораториях? Ещё когда его никто не знал, ещё не политиком».

## Критика
Первое критическое упоминание о Петрике принадлежит академику Евгению Александрову в частной переписке от 2003 года, которая была опубликована на сайте «Светский гуманист» только весной 2008 года, но снята из-за угроз Петрика (восстановлена). Первые аналитические статьи об афере написал журналист из Бостона Валерий Лебедев в альманахе Лебедь 6 июля 2008 года и 14 декабря 2008 года.
В 2009 году последовали статьи Бориса Жукова в «The New Times», Евгения Онищенко в газете «Троицкий вариант — Наука» и специалиста по фильтрам и водоснабжению Юрия Алексеевича Ищенко в № 6 журнала «Водоснабжение и канализация», в котором также опубликован обзор сведений о программе «Чистая вода» и результаты исследований фильтров Петрика.
Главный редактор журнала «Водоснабжение и канализация» Сергей Владимирович Финаев утверждал, что крупнейшие производители фильтров для очистки воды не были оповещены о конкурсе «Единой России» 2007 года и, соответственно, в нём не участвовали. Профессор Н. С. Серпокрылов (Ростов-на-Дону) провёл сравнение фильтров четырёх различных фирм. Среди исследовавшихся фильтров был представлен и напорно-наливной фильтр «Золотая формула», выпускавшийся фирмой Виктора Петрика. Исследования показали, что по большинству анализируемых параметров все четыре фильтра практически идентичны. Значительное отличие было лишь в цене: стоимость фильтра Петрика оказалась в 2,5-3,5 раза выше остальных. В отчёте НИИ экологии человека и гигиены окружающей среды был отмечен тревожный симптом — в воде, пропущенной через нанофильтр фирмы Петрика, наблюдалась 100%-я гибель дафний (вида неокеанических рачков, высокочувствительных к загрязнениям воды) в течение первых 10-15 минут с начала опыта. В то же время выживаемость дафний в исходной водопроводной воде была стопроцентной в течение всего 96-часового опыта. Авторы отчёта предположили, что гибель дафний может быть связана с проникновением микрочастиц, вымываемых из сорбента в организм дафний и приводящих к нарушению дыхательной функции. По словам Сергея Финаева, неудовлетворительными оказались результаты испытаний фильтров «Золотая формула» в водоканале города Брянска и в Мосводоканале. В журнале приведены результаты испытаний с фильтрующей загрузкой УСВР для глубокой очистки водопроводной воды в водоканале Санкт-Петербурга и был сделан вывод, что «испытания установки не удовлетворяют установленным критериям оценки успешности проведения испытаний по микробиологическим показателям». Финаев констатировал: «учитывая тот факт, что в разделе реестров „Санитарно-эпидемиологических заключений и свидетельств госрегистрации на продукцию, изготовленную с использованием наноматериалов и нанотехнологий“, фильтры на основе УСВР не числятся и испытаний, согласно „Концепции токсикологических исследований, методологии оценки риска, методов идентификации и количественного определения наноматериалов“, не проходили, фильтры г-на В. И. Петрика стоит считать обычными сорбционными фильтрами, причем, как показывает собранный нами материал, далеко не идеальными».
В июле 2009 года Финаев предложил Петрику провести полномасштабные испытания фильтров в НИИ экологии человека и гигиены окружающей среды РАМН. Петрик согласился, однако до ноября 2009 года (время публикации статьи академика Круглякова «Суета вокруг науки») ничего не было сделано.
21 октября 2009 года в «Российской газете» вышло интервью с академиком РАН Эдуардом Кругляковым, председателем Комиссии по борьбе с лженаукой и фальсификацией научных исследований, имевшее первостепенное значение для разоблачения аферы, где было высказано мнение, что без тщательной проверки нанотехнологические фильтры Петрика устанавливать недопустимо, а также было отмечено, что коллеги из Челябинска прислали заключение, из которого следует, что в области очистки радиоактивной воды Петрик выдаёт желаемое за действительное и фактически технологии не существует.
12 ноября 2009 года в газете «Наука в Сибири» была опубликована большая статья академика Эдуарда Круглякова под названием «Суета вокруг науки», где подробно разбирались научные претензии Петрика и отмечалось:

Любой физик, одолевший откровения «гения XXI века», немедленно скажет, что мы наблюдаем здесь смесь необоснованной мании величия с удручающим невежеством (вспомним «высочайший вакуум» в недрах Земли, «золотое сечение», «разрыв связей между атомами без всякой затраты энергии»). Но ничего не поделаешь, потребуется шаг за шагом комментировать нелепости представителя «частной науки», пригретого высокими чиновниками. Как-никак, В. И. Петрик — победитель конкурсов «Единой России» по программе «Чистая вода», походя решивший заодно проблему превращения радиоактивной воды в питьевую «высшего качества». Есть у Виктора Ивановича (совместно с Б. В. Грызловым) патент «Способ очистки радиоактивных отходов» (патент Ru 2 345 430 С1). Кстати, в истории Государственной Думы с царских времен это первый случай, когда председатель парламента, обременённый множеством важнейших государственных обязанностей, нашёл-таки время на оформление сложного технологического патента.

В декабре 2009 года ряд членов РАН и Клуб научных журналистов выразили резкую критику по поводу похвал членов РАН в адрес Петрика. Эту историю палеонтолог и известный борец с лженаукой Кирилл Еськов окрестил «Петрикгейтом» (по аналогии с Уотергейтом). Вице-президент РАН академик С. М. Алдошин уточнил, что «наверное, прозвучало, что „Вам памятник нужно поставить“. Но вы понимаете, что это было сказано в шутливой форме!», а Петрик сообщил о намерении судиться с КНЖ. Официального заключения РАН пока не предоставляла, так как, по свидетельству С. М. Алдошина, материал для анализа (терморасщеплённый графит) был им передан только в ноябре 2009 года.
1 февраля 2010 года журналист и политолог Андрей Пионтковский охарактеризовал Петрика как «жулика» наподобие Лысенко и призвал отдать под суд изобретателя Грызлова «за создание с гражданином Петриком организованного преступного сообщества и покушение на совершение мошенничества в особо крупных размерах».
12 марта 2010 года сайт Infox.ru опубликовал отрывки интервью с С. В. Финаевым, редактором журнала «Водоснабжение и канализация». «Кстати, мы изучили все объекты в Великом Новгороде, на которых, согласно словам Петрика, стоят его фильтры. На самом деле стоят они только на одном объекте. То есть и здесь обман, — подчеркнул Финаев в разговоре с корреспондентом Infox.ru. — А ещё мы попросили в „Единой России“ показать нам текст концепции программы „Чистая вода“, на разработку которой партия потратила 50 млн руб. И нам представители „Единой России“ заявили, что такого текста просто не существует».
Выступая 18 марта 2010 года в программе «Свобода мысли» (Пятый канал), директор НИИ экологии, человека и гигиены, окружающей среды им. А.Н. Сысина Юрий Анатольевич Рахманин дал понять, что установка нанофильтров в Новгородской области граничит с преступлением.

### Реакция Петрика на критику
8 февраля 2010 года в интервью журналу «Итоги» Петрик обвинил Комиссию по борьбе с лженаукой в «беспрецедентном хамстве и грубости» и некомпетентности, а её председателя академика Круглякова — в «крайне ограниченной научной эрудиции». Он заявил: «Не сомневаюсь, что грязная история комиссии по лженауке рано или поздно закончилась бы и без меня. Вопрос только в том, сколько ещё человеческих судеб было бы исковеркано, сколько ещё талантливых ученых покинули бы Россию. Пришло время остановить этот позор: мое дело станет последней страницей в деятельности этой комиссии!»

## Комиссия РАН
14 декабря 2009 года собрание Отделения физических наук РАН подробно обсудило вопрос о Петрике и поручило академику РАН Владимиру Захарову выступить на Общем собрании РАН 16 декабря 2009 года. Отделение физических наук предложило сделать следующие выводы:

1. Отсутствие внятной и согласованной позиции нашей Академии по «делу Петрика» наносит авторитету нашей Академии очень серьёзный и все возрастающий ущерб.
2. Руководство Академии должно срочно принять меры, чтобы вернуть Академии позицию главного научного эксперта страны.

16 декабря 2009 года, после выступления от имени Отделения физических наук РАН академика Владимира Захарова на Общем собрании РАН, Президент РАН Юрий Осипов предложил обсудить фильтры Петрика в группе специалистов РАН под руководством академика Эдуарда Круглякова, председателя Комиссии по борьбе с лженаукой и фальсификацией научных исследований.
12 марта 2010 года состоялось заседание комиссии РАН, которой поручена экспертиза технологий очистки воды, разработанных изобретателем Виктором Петриком. «Было заседание, но не комиссии по борьбе с лженаукой, а комиссии, которая создана в Академии наук по проблеме „Петрик—Грызлов“. До окончания работы этой комиссии мы никаких комментариев давать не будем», — сказал Кругляков. По его словам, комиссия будет работать две-три недели. Он отметил, что провести экспертизу технологий Петрика просил на одном из совещаний сам Грызлов.
21 апреля 2010 года на официальном сайте РАН было опубликовано заключение комиссии РАН по проведению экспертизы работ Виктора Петрика, в котором, в частности, говорится:

Выводы:
1. Деятельность г-на В. И. Петрика лежит не в сфере науки, а в сфере бизнеса и изобретательства.
2. Анализ патентов г-на В. И. Петрика по указанным выше направлениям показывает:
  - В большинстве предложений и патентов речь идёт о различных вариантах создания тех или иных устройств и материалов. Все они основаны на известных научных фактах. Решения, близкие к тем, которые излагаются в патентах, предлагались многими отечественными и зарубежными авторами. Вопросы об использовании в практике технологий или материалов, предложенных в этих патентах, должны решать потенциальные потребители продукции в каждом конкретном случае.
  - Предложение и патент на очистку тяжёлой воды от трития с использованием магнитного изотопного эффекта не могут быть реализованы, так как основаны на неверном представлении о свойствах ядер водорода, дейтерия и трития.
  - В патенте «Низкотемпературный термоэмиссионный преобразователь» дано ошибочное толкование наблюдаемого явления. Это толкование противоречит законам термодинамики. Наблюдаемое автором явление находит простое объяснение с позиций современных физико-химических представлений.
  - Особо следует выделить патенты, в которых предлагается использование наноматериалов в изделиях, рассчитанных на длительный непосредственный контакт с человеком (например, фильтры для очистки питьевой воды). Имеющиеся сейчас в научной литературе данные говорят о физиологической активности многих наноразмерных веществ и материалов. В ряде случаев уже установлено, что такие частицы, в частности наноразмерные углеродные материалы, оказывают негативное влияние на здоровье человека и при длительном контакте могут вызывать различные заболевания, в том числе онкологические. Поэтому такие материалы можно использовать только при уверенности в том, что очищенная вода не содержит наноразмерных частиц.
Подтверждением этому заключению является утверждение Главным государственным санитарным врачом РФ Г. Г. Онищенко методического указания МУ1.2.2520 — 09 «Токсиколого-гигиеническая оценка безопасности наноматериалов».

Председатель комиссии Академик-секретарь ОХНМ, академик В. А. Тартаковский.
— Заключение комиссии РАН по проведению экспертизы работ Петрика В.И. // Официальный сайт РАН
23 апреля 2010 года на сайте РАН были опубликован полный текст отчёта комиссии вместе с приложениями.

### Реакция Петрика на заключение комиссии РАН
28 апреля 2010 года в «Живом Журнале» пользователя Виктора Петрика был опубликован ответ от лица В. Петрика на заключение РАН, в котором заявляется, что «Многие пункты выводов экспертной комиссии РАН содержат грубые научные ошибки и неточности, свидетельствующие о том, что экспертиза моих научных разработок проводилась без участия профильных специалистов. В настоящее время мной выявлены истинные разработчики проекта „разоблачения В. Петрика“, выявлены их подлинные цели, мотивы и состав группы, действующей на территории России. Все материалы по данной теме будут в ближайшее время переданы в прокуратуру».
25 мая 2010 года на личной пресс-конференции Петрик обвинил членов РАН, усомнившихся в его изобретениях, в том, что они пошли на это за вознаграждение, обещанное представителями США. В ответ на вопрос, будет ли он подавать иск к РАН или к конкретным академикам, Виктор Петрик заявил, что «будет ждать ответа президента РАН Осипова на своё открытое письмо, и если Осипов скажет, что Кругляков действовал от лица академии, то иск будет подан к РАН».

## Грызлов против Комиссии по борьбе с лженаукой
Широкую известность в России получили критические высказывания Грызлова в 2010 году в адрес Комиссии по борьбе с лженаукой и фальсификацией научных исследований, научно-координационной организации при Президиуме РАН. Академик Кругляков связал их появление с «Петрикгейтом».
28 января 2010 года на первом Всероссийском форуме глобального развития «5+5», в котором принимали участие представители кадровых резервов президента РФ и «Единой России», Грызлов заявил, что его очень удивляет, как «отдел по лженауке» в РАН может «брать на себя ответственность и говорить, что является лженаукой, а что — нет». Грызлов назвал такую деятельность мракобесием.
29 января 2010 года председатель Комиссии по борьбе с лженаукой академик Э. П. Кругляков в интервью агентству РИА Новости прокомментировал высказывания Грызлова. Кругляков заявил, что право определять, что является наукой, а что не является, принадлежит именно научному сообществу, в частности, Академии наук, а не чиновникам. Он напомнил, что 22 апреля 2009 года Грызлов подписал протокол заседания попечительского совета форума «Инновации и технологии», в котором утверждалось, что «открытые Петриком эффекты представляют существенный научный интерес». «Это решение принимали люди, мало понимающие в науке. Совершенно непонятно, как без научной экспертизы можно было принять заключение о том, что технологии Петрика представляют научный интерес?», — сказал Кругляков. Также академик Кругляков выразил мнение, что обвинения в мракобесии в адрес Российской академии наук и, в частности, комиссии РАН по борьбе с лженаукой, которые прозвучали в выступлении спикера Госдумы Бориса Грызлова, вызваны критикой учёных в адрес изобретателя Виктора Петрика, который создал ряд спорных разработок и был соавтором спикера в полученном патенте на способ очистки жидких радиоактивных отходов. По мнению Круглякова, «утверждения о том, что эта технология позволяет чистить радиоактивную воду до состояния питьевой воды высшего качества, не соответствуют действительности». Кругляков утверждал, что специалисты из челябинского ФГУП «Маяк», которые участвовали в испытаниях этой установки, пришли к выводу, что её показатели далеки от заявленных, о чём, в частности, говорилось в бюллетене комиссии. «Вот это все, наверное, и вызывает раздражение», — сказал учёный.
19 марта 2010 года в редакции издания Газета.ру прошло онлайн-интервью с Грызловым. Первым Грызлову был задан «самый популярный у аудитории, чаще других задаваемый» вопрос. Этот вопрос был посвящён обвинениям Грызлова в адрес Комиссии по борьбе с лженаукой. Грызлов согласился с популярностью вопроса, сообщив, что получил 6000 обращений на эту тему в своем «Живом журнале». Отвечая читателям Газеты.ру, Грызлов вспомнил травлю учёных и изобретателей (в частности, Николая Вавилова). В ходе интервью Грызлов произнёс фразу «Термин „лженаука“ уходит далеко в Средние Века. Мы можем вспомнить Коперника, которого сожгли за то, что он говорил „А Земля всё-таки вертится“…», смешав таким образом в одном предложении Коперника, Джордано Бруно и Галилео Галилея. Он заявил, что, по его мнению, «сегодня есть те силы, которые не хотят, чтобы РФ превращалась в державу, которая имеет высокие технологии, в страну, которая реализует план нашего президента о модернизации, и эти силы пресекают развитие новых идей». В заключение Грызлов сказал: «Поэтому какие-то отдельно взятые учёные не имеют права претендовать на истину высшей инстанции. Я буду претворять в жизнь эту позицию».
22 марта 2010 года в интервью Газете.ру Кругляков прокомментировал высказывание Грызлова: «„Отдельно взятый“ спикер тоже не имеет права принимать судьбоносные решения. Каждый должен заниматься своим делом. У спикера главное дело — принимать законы. Я могу высказывать советы по поводу законов, но никому не могу их навязывать…» Он подчеркнул, что «не Академия наук СССР травила Вавилова, и решение о том, что правильно, а что неправильно, принималось в бюро ЦК ВКП(б) в присутствии товарища Сталина и по его инициативе». «Так что когда власть безапелляционно вмешивается в науку, это никуда не годится и просто опасно», — сказал Кругляков. В ходе интервью он опроверг высказанные Грызловым обвинения и домыслы в адрес комиссии.

## Дальнейшее развитие событий

### Судебный иск о запрете фильтров Петрика
7 июля 2010 года Общество защиты прав потребителей (ОЗПП) «Общественный контроль» подало в Перовский районный суд Москвы исковое заявление против производителя — ООО «Холдинг „Золотая Формула“» (принадлежит Петрику) и продавца — Международного потребительского общества «Золотая Формула Мегаполис», в котором требует признать производство и реализацию фильтров «Золотая формула ZF — МЧС» противоправным и запретить их производство и реализацию на территории Российской Федерации. Иск подан на основе результатов независимой экспертизы, проведённой Аналитическим центром контроля качества воды ЗАО «РОСА» и показавшей, что при фильтровании природной воды и воды, загрязнённой некоторыми металлами, ресурс фильтров оказался более чем в десять раз меньше указанного производителем, а очистка воды от активного хлора и типичных органических загрязнителей, вопреки рекламе, не происходит. Кроме того, использованный в течение некоторого времени для очистки загрязненной воды фильтр делает пропущенную через него чистую воду непригодной для употребления. 10 февраля 2011 года по ходатайству ОЗПП Перовский суд постановил провести судебную экспертизу фильтров в ФГБУ НИИ экологии, человека и гигиены, окружающей среды им. А.Н. Сысина, обязав истца и ответчика передать на экспертизу по четыре экземпляра фильтров для исследования. ОЗПП закупило образцы и передало их на экспертизу. Но сторона ответчиков избрала тактику затягивания процесса и всячески препятствовала проведению судебной экспертизы, так и не представив фильтры на экспертизу. В связи с чем судом было принято решение о разделении дела для отдельного рассмотрения вопросов безопасности фильтров и вопросов использования фамилии «Шойгу», аббревиатуры «МЧС», государственной символики. Также суд решил провести экспертизу по тем образцам, что представило ОЗПП. Учёные выяснили, что фильтры не справляются ни с очисткой воды от свободного активного хлора (перестают работать через 20 % ресурса), ни с фильтрацией речной воды: исследованные образцы не давали безопасной для питья жидкости уже на первом литре ресурса; результаты экспертизы были опубликованы пресс-службой ОЗПП. ОЗПП отправило заявление на имя генпрокурора РФ с требованием провести проверку и привлечь к ответственности лиц, виновных в выпуске опасных для здоровья фильтров, а также принять необходимые меры по изъятию из оборота продукции. Очередные слушания по делу состоялись 29 августа 2012 года, Перовский суд перенёс слушания на 4 октября, вызвав по запросу защиты Петрика на эту дату экспертов, проводивших исследование фильтров. Сам же Петрик обещал подать встречный иск к Обществу потребителей о клевете.
4 октября 2012 года Перовский суд Москвы частично удовлетворил исковые требования — судья признал, что информация, содержащаяся в инструкции к фильтрам, не соответствовала их реальным характеристикам. Таким образом, по мнению суда, производство и продажа фильтров нарушала права потребителей. Требование запретить производство фильтров Петрика осталось неудовлетворённым, поскольку к этому моменту уже было вынесено решение Перовского суда о незаконности продажи данной модели фильтров по причине размещения на них символики МЧС. Суд взыскал с компании-производителя 250 тысяч рублей, потраченных на производство экспертизы, и 30 тысяч рублей, которые ОЗПП потратило на приобретение пробных экземпляров.

### Запрет на использование символики
7 октября 2010 года Федеральная антимонопольная служба (ФАС) запретила размещать фамилию главы МЧС Сергея Шойгу и надпись МЧС на фильтрах для воды изобретателя Виктора Петрика. Специально созданная комиссия антимонопольной службы признала, что производители фильтров для воды ОАО «Геракл» и ООО «Холдинг Золотая формула» совершили акт недобросовестной конкуренции, используя для продвижения своих товаров фамилию известного политика и название министерства. Установлено, что МЧС и Шойгу не давали бизнесменам разрешения на подобную рекламу. ФАС также оштрафовала компанию «Золотая формула» на 200 тыс. рублей за использование названия фильтра «ZF МЧС (ШОЙГУ)».
18 октября 2010 года в Арбитражный суд Москвы поступило заявление ОАО «Геракл», производителя фильтров для очистки воды Виктора Петрика, с требованием отменить акты Федеральной антимонопольной службы, запретившей компании размещать на своей продукции наименование «МЧС России» и фамилию министра Сергея Шойгу. Оно было оставлено без движения до 18 ноября. В декабре 2010 года Арбитражный суд Москвы вернул без рассмотрения заявление ОАО «Геракл». В определении суда было отмечено, что заявитель не устранил причины, послужившие ранее основанием для оставления иска без движения: не приложил к заявлению текст обжалуемого акта ФАС, а также доказательства уплаты госпошлины и направления копии иска ответчику.
13 декабря 2011 года Перовский районный суд Москвы запретил производителю фильтров ООО «Холдинг „Золотая Формула“» и продавцу Международному потребительскому обществу «Золотая Формула Мегаполис» использовать на этикетках фильтров для очистки воды аббревиатуру МЧС, фамилию Шойгу и государственный флаг России.

### Наночастицы и фильтры Петрика
23 августа 2010 года на сайте Фонтанка.ру появилась информация об ответе Роспотребнадзора на запросы правительства России и Общественной палаты Новгородской области. Роспотребнадзор сообщил, что фильтры Петрика сделаны на основе УСВР (углеродная смесь высокой реакционной способности), в которой «наноуглеродные структуры типа нанотрубок, фуллеренов, графенов и луковичных структур не обнаружены», а сам материал зарекомендовал себя как высокоэффективный универсальный сорбент для большинства показателей, нормируемых СанПиН.
26 августа 2010 года Виктор Петрик провёл пресс-конференцию в Санкт-Петербурге, на которой объявил, что «его фильтры изготавливаются с использованием нанотехнологий, но наночастиц не содержат». Сообщив, что он «открыт для любого вопроса», Петрик предположил, что журналисты «смогут осознать, что сделано величайшее открытие, имеющее огромное значение и для нашей страны, а, может быть, и для всего человечества». На вопрос об используемых при создании фильтров нанотехнологиях Петрик сообщил: «Если взять порошок угля и сжать его с достаточной плотностью, то в нём образуются нанопространства и наноканалы. Образуются листы графита — они имеют размер микрона, но по толщине относятся к нано». Какие-либо исследования структуры сорбента, подтверждающие наличие нанопустот, Петрик предъявлять не стал. Продемонстрировав фильтрование портвейна через сорбент, Петрик сообщил: «Вот то вино, которое сейчас фильтруется, оно не превращается в воду. Оно остается вином, только более мягким и лучшим по вкусу. Фильтр задерживает только органику, а сахар и этиловый спирт через него проходят». Однако этиловый спирт и сахар являются органическими веществами. Он также подтвердил, что фильтр не пропускает альдегиды, однако отказался продемонстрировать это. Петрик сообщил, что в следующий раз профильтрует и выпьет воду из Фонтанки, однако проигнорировал предложение сделать это сразу. По словам Петрика, «в прессе раздувается кампания против его продукции, инспирированная несколькими лжеучеными во главе с академиком из Новосибирска Эдуардом Кругликовым». В защиту своих фильтров Петрик заявил: «Неужели партия „Единая Россия“ взялась бы поддерживать опасный для жизни продукт? Это её, партии, нанотехнологии, это — гордость партии».
6 октября 2010 года Петрик в интервью «Единому российскому порталу» (копирайт сайта принадлежит партии «Единая Россия») отождествил графен с углеродной смесью высокой реакционной способности — УСВР, назвав себя первооткрывателем графена. Он также сообщил, что из УСВР были получены «новые углеродные каркасные нанообъекты».
По утверждению заведующего лабораторией квантового транспорта Института физики твердого тела РАН, профессора Валерия Долгополова, присутствовавшего на одной из телевизионных дискуссий с участием Петрика, тот в ходе дискуссии заявил, что у него на складе лежат тонны графена, изготовленные по его, Петрика, методике. По мнению Долгополова, ошибочность такого заявления очевидна специалисту, а для неподготовленного зрителя он предложил бы посчитать стоимость якобы лежащего на складе графена исходя из того, что один грамм этого вещества на момент телепередачи не мог стоить менее триллиона долларов. «Будь на складе реальный графен, туда бы стояла грандиозная очередь капиталистических акул, чтобы купить его по дешевке. А если нет очереди, значит нет и графена» — заключил Долгополов.

#### Арбитражный суд о недостоверности сведений о вреде фильтров Петрика
23 декабря 2010 года Арбитражный суд Петербурга и Ленинградской области частично удовлетворил иск фирм Петрика к агентству «Росбалт», «Комсомольской правде» и «Новой газете» и обязал их выплатить Петрику по 200 тысяч рублей. Тот остался недоволен решением суда и рассчитывает получить от этих СМИ более 21 миллиона рублей в качестве компенсации. «Суд указал на незаконность распространения в отношении фильтров истца сведений, касательно их возможной связи с менингитом, раком, а также возможного негативного влияния на жизнь и здоровье потребителей, в целом, на их завышенную стоимость и заурядные свойства фильтрации воды», — отмечается в сообщении пресс-службы холдинга «Золотая формула», распространённом 24 декабря 2010 года.
В марте 2012 года 13-й апелляционный арбитражный суд Санкт-Петербурга оставил в силе решение суда первой инстанции, внеся небольшие коррективы — ответчики обязаны опубликовать судебное решение на своих сайтах. Суммы компенсаций не изменились, не изменилось и содержание подлежащих опровержению сведений.

### Международный форум «Чистая вода — 2010»
17 октября 2010 года более тысячи учёных и специалистов подписали обращение к руководству страны, к правоохранительным органам и к участникам форума с призывом запретить использование фильтров Петрика и «дать отпор возвеличению В. И. Петрика и его противопоставлению Российской академии наук и профессионалам под видом конфликта „альтернативной“ и „официальной“ наук».
На состоявшемся 20 октября 2010 года форуме председатель правительства РФ Владимир Путин заявил, что программа «Чистая вода» уже внесена на утверждение правительства РФ и будет реализована в период с 2011 до 2017 года. Её финансирование заложено в федеральный бюджет и в течение первых трех лет составит 9 млрд рублей, что составляет около 300 млн долларов. Деньги не бог весть какие, признал премьер, но с ними уже можно работать. Параллельно с обсуждением проходила выставка высоких технологий в области очистки воды, на которой свои революционные открытия представляла также компания изобретателя Виктора Петрика «Золотая формула». Фильтры Петрика включены в федеральную программу, но пока на их финансирование планируется выделить только 0,3 % от общей суммы инвестиций в эту сферу. «Деньги на фильтры в программе выделяются смешные — но мы будем бороться за репутацию», — прокомментировали сотрудники фирмы Петрика. Они заверили, что его фильтры в рамках программы все-таки придется устанавливать повсеместно.

### Иск Петрика о защите деловой репутации
7 октября 2010 года Кировский районный суд Петербурга принял к рассмотрению иск Петрика о защите деловой репутации к академикам РАН Александрову, Захарову и Круглякову, а также к владельцу одного из доменов журналисту Николаю Андреевичу Ахаяну и директору НИТИОМ Константину Владимировичу Дукельскому. Петрик обвинял ответчиков в том, что они, распространяя недостоверную информацию о его изобретениях, нанесли ему существенный материальный ущерб. Сумма искового требования Виктора Петрика составляла 1 миллиард рублей. Как пояснил корреспонденту «Фонтанка.ру» сам истец, сумма выбрана исключительно из психологических соображений. «Моя цель не получить деньги, а восстановить истину. И я добьюсь того, что будет создана комиссия, и желательно международная комиссия, которая восстановит моё доброе имя. А деньгами я Академию просто пугаю», — сказал Петрик. 23 марта 2012 года Кировский районный суд Санкт-Петербурга постановил отказать Петрику в удовлетворении иска.

### Академики против Петрика
В апреле 2012 года два академика РАН, Эдуард Кругляков и Евгений Александров, подали в Останкинский суд Москвы иск о защите чести и достоинства против изобретателя Виктора Петрика. По мнению истцов, изобретатель развернул против них «массированную информационную атаку», оскорблял и обвинял их в стремлении разрушить российскую науку. В частности, Петрик заявлял, что американцы обещали истцам миллион долларов за то, чтобы «опорочить его имя и нанести огромный урон России». В качестве компенсации академик Кругляков требовал взыскать с ответчика 1,5 миллиона рублей, а академик Александров один миллион.
В июле 2012 года суд удовлетворил требования академиков частично и обязал Петрика выплатить каждому из истцов 20 тысяч рублей. Кроме того, он должен опровергнуть свои утверждения, которые показались академикам оскорбительными. По утверждению Эдуарда Круглякова, несмотря на то, что присужденный Петрику штраф оказался существенно меньше требуемого, истцы остались довольны решением суда. «Важно поставить таких „изобретателей“ на место, — заявил он. — Как и высоких чиновников, у которых Петрик в своё время получил весомую поддержку».

### Реакция общественности
18 марта 2011 года городские власти Макеевки (Украина) сообщили о планах внедрения фильтров Петрика в детских садах и школах. Активисты общественной организации «Народный контроль» обратились к городским властям с требованием о недопущении экспериментов над детьми.
Использование фильтров Петрика в детских дошкольных учреждениях и школах Новгородской области в конце 2010 года вызвало резонанс у общественности, представители которой обратились к администрации области с просьбой демонтировать фильтры. Проведенная независимая экспертиза показала кратное увеличение концентраций свинца и цинка в воде, пропущенной через фильтры. Также в процессе фильтрования повысилась концентрация серебра до уровней, превышающих предельно-допустимые нормативы для воды питьевого назначения. Новгородская региональная общественная организация «Собрание коренных новгородцев» совместно с Обществом защиты прав потребителей (ОЗПП) «Общественный контроль» планируют добиваться изъятия фильтров «Золотая формула» из детских учреждений Новгородской области, основываясь на решении Перовского районного суда Москвы от 4.10.2012 о частичном удовлетворении иска ОЗПП к компании-производителю фильтров. Глава региона Сергей Митин посчитал проблему «раздутой».

## Итоги Петрикгейта
Петрикгейт, ставший крупнейшим лоббистским скандалом постсоветской России, привел к фактическому прекращению проекта «Единой России» «Чистая вода» и к отказу властей России от использования фильтров Петрика в федеральной целевой программе «Чистая вода». Сама федеральная целевая программа «Чистая вода» стала проводиться в скромных масштабах — на неё было предусмотрено выделение из бюджета до 2013 года только 18 млрд руб. Однако и эти деньги были потрачены не полностью — например, за 2013 год ввели только 28 объектов из запланированных 120-ти. Фактически программа «Чистая вода» прекратила свое существование. Одноименный партийный проект «Единой России» был официально закрыт в феврале 2017 года. Тем не менее лоббирование со стороны Петрика дало заметные результаты — «чудо-фильтрами» были оснащены 674 объекта (в том числе детские учреждения).